# 上阿萊格雷 (聖保羅州)
21°35′10″S 50°10′00″W / 21.58611°S 50.16667°W

上阿萊格雷（葡萄牙語：Alto Alegre），是巴西的城鎮，位於該國南部，由聖保羅州負責管轄，始建於1938年9月30日，面積318平方公里，2010年人口4,105，人口密度每平方公里12.9人。